# Косянчук Олег Анатолійович
Косянчу́к Оле́г Анато́лійович — прапорщик Збройних сил України.

## З життєпису
Закінчив Старокостянтинівське ПТУ, електрозварювальник. Відслужив строкову службу на Львівщині, підписав контракт. Будучи молодшим сержантом, вступив до школи прапорщиків. 2004 року перебував у складі миротворчого контингенту, Ірак, здійснював забезпечення зв'язку з конвоями та колонами миротворчих сил, брав участь у понад 30 бойових виходах. Головний старшина об'єднаного польового вузла зв'язку, Генеральний штаб Збройних сил України.
З жовтня 2014 року бере участь у боях на сході України. Керував обороною під час наступу терористів на населений пункт, де перебували зв'язківці. Підрозділ вчасно евакуював техніку та уникнув людських втрат. Брав участь у боях за Дебальцеве, був поранений. На його повернення очікують дружина та донька.

## Нагороди
За особисту мужність і героїзм, виявлені у захисті державного суверенітету та територіальної цілісності України, вірність військовій присязі під час російсько-української війни
- нагороджений орденом «За мужність» III ступеня (27.5.2015).